# Старина (Мядельський район)
Старина (біл. Старіна) — село в складі Мядельського району Мінської області, Білорусь. Село підпорядковане Слобідзькій сільській раді, розташоване в північній частині області.